# جامع الحاجة حليمة (دهوك)
جامع الحاجة حليمة وهو من مساجد العراق التاريخية الأثرية، وشيد وبني عام 1340 هـ/1922م في عهد المملكة العراقية، من قبل حليمة خان بنت محمد عمر، ويقع في مدينة زاخو في محافظة دهوك شمال العراق، ولقد جرى تعميرهُ وتجديد بنيانهُ في عام 1403 هـ/1983م، حيث لم يبقى من بنيانهِ الأثري القديم سوى قطعة أثرية من الحجر مكتوب عليها تاريخ بناء الجامع، ثم وسعت مساحة المسجد والتي تبلغ حاليا 600م2 وفيها مصلى حرم واسع تقام فيهِ حالياً الصلوات الخمسة، ويتسع لأكثر من مائتي مصل، ويذكر إن أول إمام للجامع هو الملا عبد القهار معروف ومن بعدهِ السيد علي ياسين.